# Gerenggam
Gerenggam is een bestuurslaag in het regentschap Aceh Tamiang van de provincie Atjeh, Indonesië. Gerenggam telt 1303 inwoners (volkstelling 2010).